# Reita
Reita (れいた ou 玲汰) (véritable nom approximatif Ryô Akira Suzuki) est un musicien japonais, bassiste du groupe de visual kei, The GazettE (gazetto ガゼット ?), né à Sagamihara (préfecture de Kanagawa, Honshu) le 27 mai 1981 et mort le 15 avril 2024.

## Biographie
Reita est facilement reconnaissable au bandeau qu'il porte sur le nez.

### Mort
Reita est mort le 15 avril 2024 à l'âge de 42 ans.